# Jim Milan
F. James „Jim“ Milan (* 6. Januar 1922 in Clinton (Iowa); † 29. April 2023 in Fort Worth, Texas) war ein US-amerikanischer Jazzmusiker (Trompete, Kontrabass, Ventilposaune), der sich auch in Genres wie Blues, Country und Western Swing betätigte.

## Leben und Wirken
Milan wuchs in Clinton, Iowa auf. Seit seinem siebten Lebensjahr spielte er dort Trompete. Im Dezember 1942 wurde er in die US-Armee eingezogen wurde. Aufgrund seines Sehvermögens wurde er als eingeschränkt diensttauglich eingestuft und verbrachte einen Großteil des Militärdienstes damit, in verschiedenen Armeebands zu spielen. Dabei wurde er ein versierter Jazz- und Bigband-Musiker. Zum Ende des Zweiten Weltkriegs wurde er seiner Lieblings-Army-Band zugeteilt, die am Naval Pier in Manhattan für die Truppentransportschiffe spielte, die aus Europa zurückkehrten. In der Nachkriegszeit wurde er von einem Bandkollegen der Armee eingeladen, einer Band beizutreten, die in Tulsa spielte, mit der jungen Bandsängerin Patti Page. Ebenfalls während seiner Zeit in Tulsa spielte er  in Leon McAullifes Western Swing Band und war auf mehreren ihrer Aufnahmen zu hören (Take It Away Leon, 1974). In dieser Zeit immatrikulierte er sich an der University of Tulsa; dort lernte er seine künftige Frau Rosanne Matofsky kennen; die beiden heirateten 1948 und er nahm eine Stelle bei der Continental Oil Company an, was sie zuerst nach Ponca City, Oklahoma, und bald nach Fort Worth führte. Milan arbeitete 37 Jahre im Hauptberuf für Conoco.

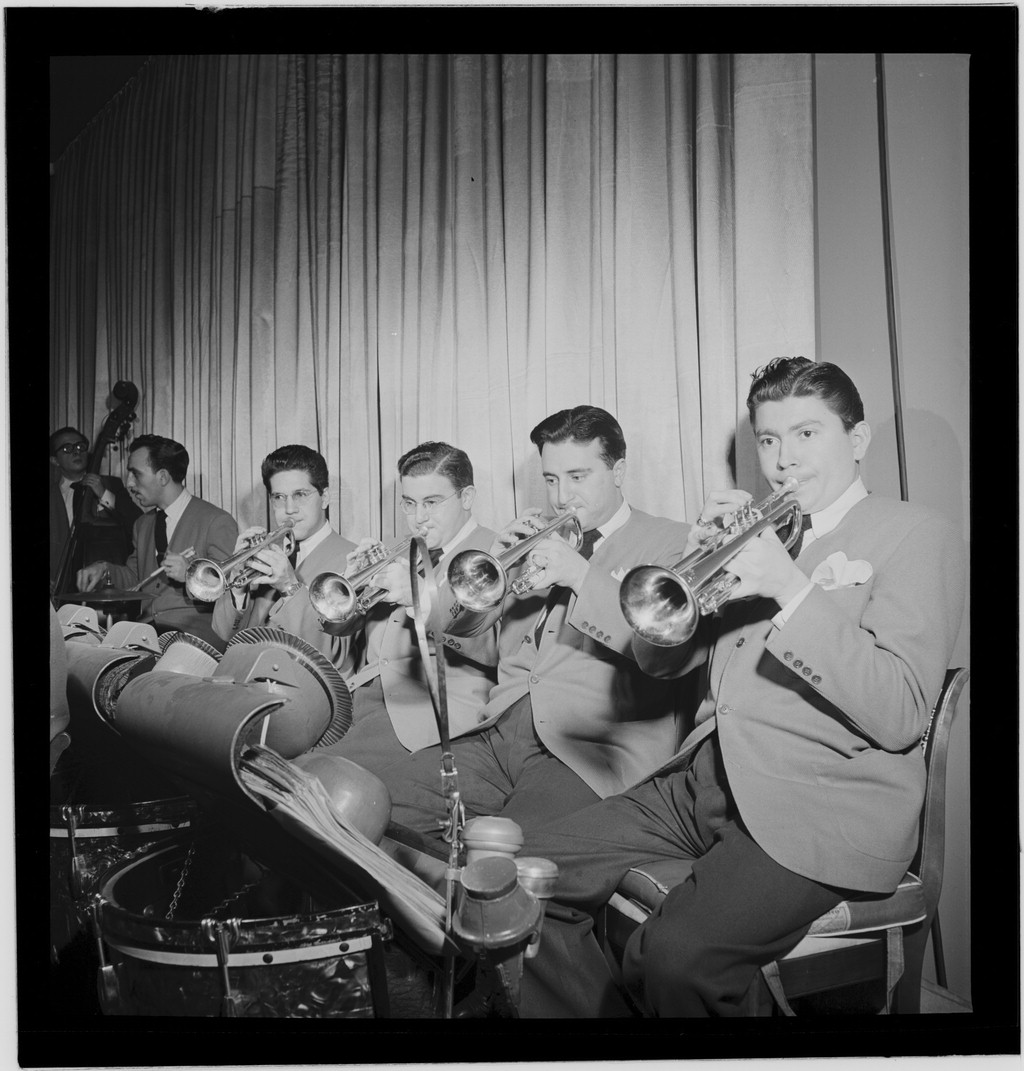
Curly Broyles (rechts) im Ray McKinley Orchestra mit den Trompetern Nick Travis, Chuck Genduso und Joe Ferrante. Foto: William P. Gottlieb (1947)

Daneben spielte Milan ab 1951 in führenden Tanzbands in Fort Worth, hauptsächlich mit dem Trompeter Curly Broyles und zehn Jahre mit Lew Gillis in der Fort Worth Stock Show Rodeo Band. Außerdem gehörte er der Band The Juke Jumpers an, mit der er eine Reihe von Alben einspielte. Des Weiteren trat er auch oft bei Veranstaltungen wie die Ice Capades oder beim Miss Texas-Wettbewerb auf. Ab den 1970er-Jahren war Milan an Aufnahmen von Jim Colegrove (Panther City Blues), Robert Ealey with The Juke Jumpers (Co-Autor von „Graveyard Blues“), Marsha Britton, Holland K. Smith, Robin Sylar, Doyle Bramhall, Glen Clark, Denny Freeman, Anson Funderburgh und Zuzu Bollin (Texas Bluesman, 1991) beteiligt. In den 2010er-Jahren begann Milan noch, sich mit der Musik von Matty Matlock, einem Musiker aus den 1920er-Jahren, zu beschäftigen. Milan forschte nach einigen der ursprünglichen Matlock-Arrangements; sobald er einige davon in der Hand hatte, sammelte er Musiker der Region Nordtexas um sich, um sie mit ihnen zu interpretieren. Daraus ging die Jim Milan Bucket List Jazz Band hervor, mit der Milan (als Ventilposaunist) auf regionaler Ebene auftrat, zuletzt noch 2022 im Veranstaltungsort Tulips in Fort Worth.